# Verbascum orbicularifolium
Verbascum orbicularifolium är en flenörtsväxtart som beskrevs av Hub.-mor.. Verbascum orbicularifolium ingår i släktet kungsljus, och familjen flenörtsväxter. Inga underarter finns listade i Catalogue of Life.